# Anglès d'Auriac (joueuse d'échecs)
Pour les articles homonymes, voir Anglès, Auriac et Anglès d'Auriac.
Madame Anglès d'Auriac est une joueuse d'échecs française.

## Championnat de France féminin 1937
Madame Anglès d'Auriac devient championne de France en 1937,. Avec 5,5 points, elle termine première du championnat devant deux autres compétitrices. C'est la première fois que le championnat de France féminin se déroule en province (Toulouse en l'occurrence) et en même temps que celui des hommes (qui a vu Aristide Gromer devenir champion de France pour la deuxième fois).

### Article
- « Quinzième championnat d'échecs », La Dépêche, no 25.208,‎ 15 septembre 1937, p. 7 (lire en ligne, consulté le 28 mars 2021).